# Nao
Nao é um robô desenvolvido pela Aldebaran Robotics, uma startup da França sediada em Paris.
O projeto do robô começou em 2004.
Nao foi utilizada na RoboCup de 2008 e de 2009, e a NaoV3R foi escolhida como a plataforma SPL na RoboCup 2010.
No verão de 2010, Nao realizou uma dança sincronizada na Shanghai Expo na China.